# Jenny Bjärkstedt
Jenny Bjärkstedt, född 13 februari 1971 i Stockholm, är en svensk dockmakare och dockspelare. 

## Biografi
Jenny Bjärkstedt är främst känd för att ha skapat dockorna till satirserien Herr Talman. Bjärkstedt är utbildad på Dramatiska Institutets utbildning för dockteater 1998–2001. Hon har även arbetat med bland annat Abba: The Last Video för Jim Henson Company, Höjdarna och Björnes magasin.

## Insatser
- Innanför ögat, som dockspelare, premiär på Stadsteatern 2003.[4]
- Lilla Asmodeus, som dockspelare, premiär på Stadsteatern 2005.[4]
- Pojken som inte kunde gå hem, Teater Spektakel, som dockmakare, premiär på Den Lilla Teatern i Uppsala den 13 februari 2010.[5]
- Lillan och pappa August, som dockmakare, premiär på Stadsteatern 25 februari 2012.[4]
- Vilken ålder!, Ölands dramatiska teater, som dockmakare, premiär den 23 september 2016.[2]
- Kulla-Gulla, Stadsteatern, som dockmakare. Premiär 18 december 2020.[4]
- Det nya riket, som dockmakare, premiär maj 2018 på Malmö dockteater.[6]
- Hur många universum ryms i ett klassrum?, Ölands dramatiska teater, som dockmakare och scenograf, premiär den 23 februari 2019.[7]